# NGC 2347
NGC 2347 é uma galáxia espiral (Sb) localizada na direcção da constelação de Camelopardalis. Possui uma declinação de +64° 42' 41" e uma ascensão recta de 7 horas, 16 minutos e 04,0 segundos.
A galáxia NGC 2347 foi descoberta em 1 de Novembro de 1788 por William Herschel.